# Serrasalmo stagnatilis
Serrasalmo stagnatilis és una espècie de peix de la família dels caràcids i de l'ordre dels caraciformes.
Viu en zones de clima tropical al riu Essequibo a Sud-amèrica.